# Bactrocythara agachada
Bactrocythara agachada é uma espécie de gastrópode da família Mangeliidae.